# Paul Parry
Paul Ian Parry (født 19. august 1980 i Chepstow, Wales) er en walisisk tidligere fodboldspiller (kant).
Parry tilbragte hele sin karriere i de lavere rækker af det engelske ligasystem. Han spillede blandt andet seks år hos Hereford United og fem år hos Cardiff City. Han stoppede sin karriere i 2014 efter et par sæsoner hos Shrewsbury.
I perioden 2004-2008 spillede Parry 12 kampe og scorede ét mål for det walisiske landshold. Hans første landskamp var en venskabskamp mod Skotland, mens hans sidste kamp var en venskabskamp mod Georgien.